# Operador unitário
Em matemática, sobretudo na análise funcional, um operador linear limitado {\displaystyle U:H\to H\,} em um espaço de Hilbert {\displaystyle H\,} é dito operador unitário se sua inversa coincidir com seu adjunto.
{\displaystyle U^{-1}=U^{*}\,}
ou de forma equivalente
{\displaystyle U\,U^{*}=I\,}, onde {\displaystyle I\,} é o operador identidade.

## Propriedades
Se {\displaystyle U\,} é normal, então:
- {\displaystyle \langle Ux,Uy\rangle =\langle x,U^{*}Uy\rangle =\langle x,y\rangle \,}

- {\displaystyle U\,U^{*}=I=U^{*}\,U} e, portanto, {\displaystyle U\,} é um operador normal.